# Calophyllum soulattri
Calophyllum soulattri är en tvåhjärtbladig växtart som beskrevs av Nicolaas Laurens Nicolaus Laurent Burman. Calophyllum soulattri ingår i släktet Calophyllum och familjen Calophyllaceae. Inga underarter finns listade i Catalogue of Life.

## Bildgalleri

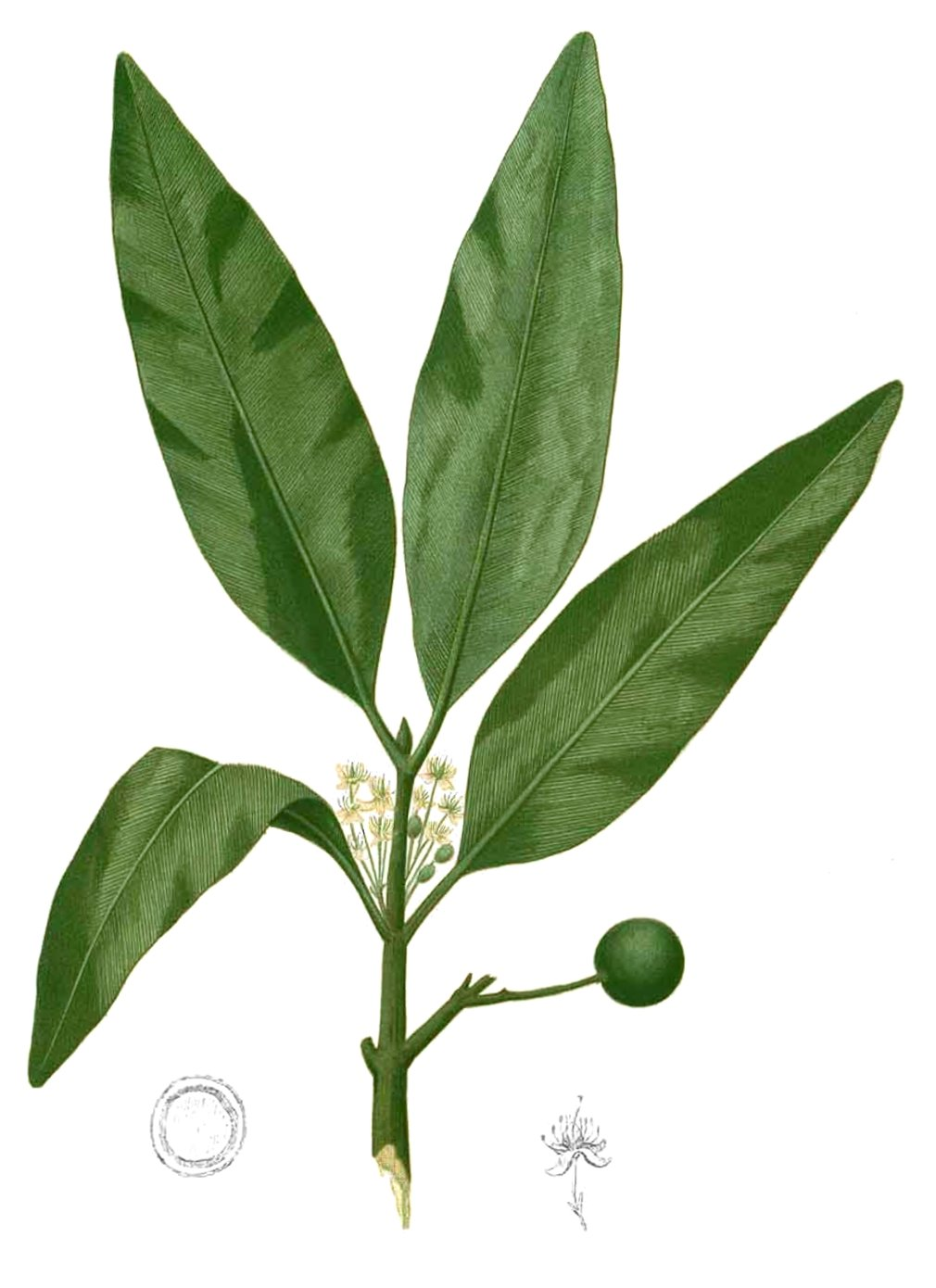
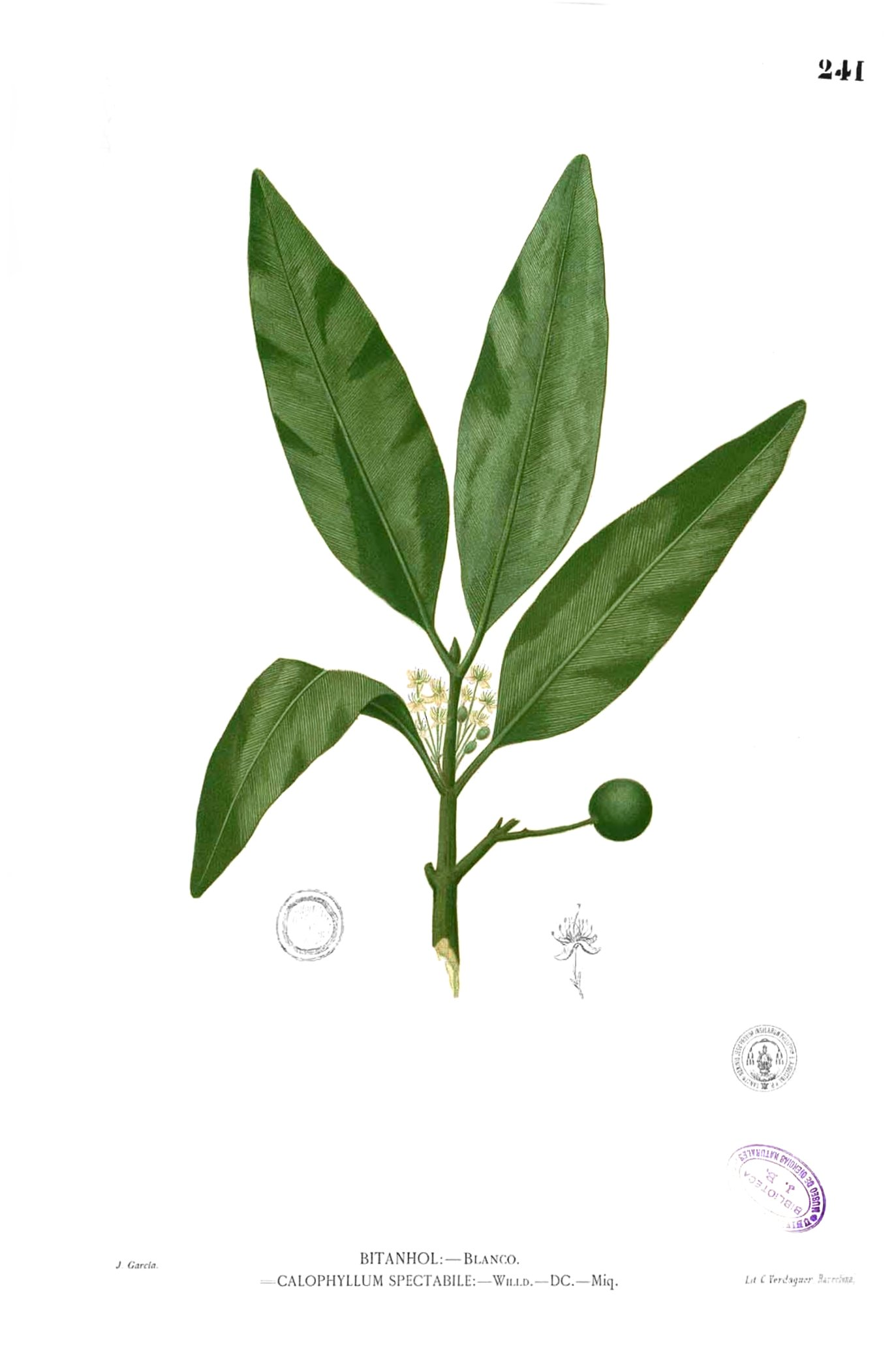